# Jun Ichikawa
Jun Ichikawa (市川 準 Ichikawa Jun?,  25 de noviembre de 1948 – 19 de septiembre de 2008) fue un guionista y director japonés. Fue el primer director de anuncios de televisión antes de entrar en la realización de películas. Su película de mayor éxito fue Tony Takitani, una adaptación del relato corto de Haruki Murakami. Murió de una hemorragia cerebral después de sufrir un colapso en un restaurante poco antes de que su último film Buy a Suit, fuera presentado en el Festival Internacional de Cine de Tokio.

## Filmografía
- Buy A Suit (2008)
- How to Become Myself (2007)
- Aogeba Tôtoshi (2006)
- Tony Takitani (2004)
- Ryoma's Wife, Her Husband and Her Lover (2002)
- Tokyo Marigold (2001)
- Zawa-zawa Shimo-Kitazawa (2000)
- Osaka Story (1999)
- Tadon to Chikuwa (1998)
- Tokyo Lullaby (1997)
- Tokiwa: The Manga Apartment (1996)
- The Tokyo Siblings (1995)
- Kurêpu (1993)
- Dying at a Hospital (1993)
- Kin Chan no Cinema Jack (1993) (segment "Kitto Kurusa")
- Tugumi (1990)
- No Life King (1989)
- Kaisha monogatari: Memories of You (1988)
- Bu Su (1987)